# Симон Дювалие
Симон Дювалие „Мама Док“ (Simone Ovide Duvalier) е съпруга на хаитянския президент Франсоа Дювалие, известен като „Папа Док“ (François „Papa Doc“ Duvalier) (1907 – 1971).
На 3 юли 1951 г. ражда на президента син Жан Клод Дювалие „Бейби Док“ (Jean-Claude „Baby Doc“ Duvalier). През 1986 година заедно със сина си заминава за Франция, където живее до смъртта си през 1997 година.